# Althausen (Münnerstadt)
Althausen ist ein Gemeindeteil der Stadt Münnerstadt im unterfränkischen Landkreis Bad Kissingen in Bayern.

## Geographische Lage
Das Kirchdorf liegt drei Kilometer östlich von Münnerstadt an der Lauer. Am Ortsrand treffen sich die Staatsstraßen 2281 und 2282. Die St 2281 führt südwärts nach Poppenlauer. Die St 2282 führt westwärts nach Münnerstadt und ostwärts nach Brünn. Außerdem verläuft westlich von Althausen die Bundesautobahn 71 in Nord-Süd-Richtung.

## Geschichte
Der Ort wurde erstmals im Jahre 803 mit dem Namen „Atihuson“ erwähnt. Archäologische Funde aus der Hallstattzeit zeugen aber schon von einer viel früheren Besiedlung. Im Mittelalter muss es im Dorf eine Burg (Burg Althausen) gegeben haben. Im Dreißigjährigen Krieg wurde Althausen von den Schweden verwüstet.
Die Kirche St. Cyriakus wurde etwa 1750 errichtet. Ein Schulhaus folgte im Jahr 1839.
Am 1. Januar 1972 wurde Althausen im Zuge der Gebietsreform in Bayern nach Münnerstadt eingemeindet.